# Paweł Hajncel
Paweł Hajncel (ur. 6 stycznia 1967 w Łodzi) – polski artysta rysownik, ilustrator, malarz, performer, a także aktywista polityczny. Znany przede wszystkich ze swoich antyklerykalnych i antynacjonalistycznych wystąpień.

## Życiorys
Urodził się w Łodzi, ale dzieciństwo spędził w Łasku. Studiował na Akademii Sztuk Pięknych im. Władysława Strzemińskiego w Łodzi, którą ukończył w 1995 broniąc pracę magisterską z drzeworytu pod kierunkiem Andrzeja Bartczaka. Jako artysta realizował się, pracując jednocześnie w różnych zawodach w celu utrzymania, m.in. jako nauczyciel, grafik komputerowy czy robotnik.
Był członkiem różnych niezależnych grup i stowarzyszeń artystycznych, m.in.: Stowarzyszenia Twórców Kultury Niezależnej Kil–210, Stowarzyszenia Galeria Xylolit, Legendy Grupy Momentaryzm Ścierwo, hard-punkowej grupy Pogodancepolo, TTSS, Human-Ex oraz Gruse Hajncel Group.

## Twórczość
W latach 2008–2009 artysta zaprezentował cykl wystaw indywidualnych, zorganizowanych wspólnie z Krzysztofem Grusem pt. Spotkania: w Galerii Bielskiej BWA w Bielsku-Białej, w Galerii Kantorek – Oddziale Galerii Miejskiej BWA w Bydgoszczy oraz w Galerii Manhattan w Łodzi. W 2012 na bloku przy ul. wrońskiej w Lublinie odsłonięty został mural jego autorstwa.
Współpracował z magazynem „Przekrój” jako ilustrator. Publikował przez parę lat w ramach autorskiego cyklu „Tekturkowo” – publikowanej seria miniaturowych obrazów, będącej osobistym dziennikiem.

### Happeningi
Artysta znany jest w przestrzeni publicznej przede wszystkim ze swoich happeningów, a zwłaszcza zakłócania łódzkich procesji Bożego Ciała. Pierwszy raz pojawił się na niej w 2009 w stroju białego misia. Rozgłos przyniósł mu happening „Człowiek motyl”, który polegał na bieganiu wokół uczestników procesji w różowym stroju motyla. Pierwszy raz akcja została zorganizowana w 2011 przed łódzką Bazyliką archikatedralną św. Stanisława Kostki i od razu wzbudziła kontrowersje. Performerowi zarzucano brak poszanowania do praktyk religijnych i obrazę uczuć religijnych, co kilkukrotnie kończyło się złożeniem wniosków o popełnieniu przestępstwa. Prokuratura nigdy jednak nie uznała wniosków za zasadne. W 2013 artysta ostatni raz wystąpił przebrany za motyla. W późniejszych latach pojawił się m.in. w stroju Jezusa, który pijąc kawę, obserwował procesję; a także w stroju ochronnym, ze spryskiwaczem i tablicą „Substancje drażniące".
Wśród innych głośniejszych happeningów artysty było m.in.:
- siedzenie na ulicy Piotrkowskiej w stroju księdza, bez spodni oraz z bitą śmietaną na kolanach i zachęcanie przechodniów do jej zlizywania. Stanowiło to nawiązanie do głośnej sytuacji, jaka miała miejsce w 2012 w lubińskim gimnazjum salezjańskim, gdzie ksiądz w ramach otrzęsin kazał uczennicom zlizywać bitą śmietanę ze swoich kolan[10][11];
- 1 sierpnia 2013, w 69 rocznicę powstania warszawskiego, artysta przebrany za małego powstańca, strzelając z pistoletu na kapiszony, biegał po ul. Piotrkowskiej Łodzi i namawiał spotkanych przechodniów i gości ogródków piwnych do włączenia się w walki powstańcze. Miał zadawać pytania czy są gotowi na śmierć za ojczyznę albo czy posłaliby do powstania swoje dzieci[12].
- W 2013 przez Ostrą Bramą w Wilnie artysta zawiesił transparent z napisem (po polsku i litewsku): Oddajcie Matkę Boską, weźcie królika! Przebrany za księdza apelował przez megafon o wymianę obrazu Matki Boskiej, relikwii katolickiej i celu pielgrzymek Polaków do Wilna, na złotego królika, co miało stanowić odwołanie do zasady: złoty cielec za złoty cielec. Przede wszystkim był to jednak protest przeciw przybywającym do Wilna polskim wycieczkom-pielgrzymkom o charakterze nacjonalistycznym, które mają stanowić poważny problem wpływający na stosunki polsko-litewskie[13] oraz reakcja na wywieszony w Polsce na jednym ze stadionów transparent Litewski chamie klęknij przed polskim panem[14].
- Podczas procesji Bożego Ciała w Łodzi w 2015, artysta przebrany za Jezusa w koronie cierniowej siedział przy rozstawionym stoliku turystycznym i pijąc kawę obserwował procesję[15]. W takim samym stroju spacerował również podczas obchodów Bożego Ciała w Warszawie w 2018[16].

## Działalność polityczna
W wyborach samorządowych w 2018 startował do Rady Miejskiej w Łodzi z listy Tak dla Łodzi. Uzyskał wówczas 49 głosów. Natomiast w 2019 startował w wyborach do Parlamentu Europejskiego z list Wiosny Roberta Biedronia. Uzyskał wówczas 355 głosów.